# Helsingør Kommunes Museer
Helsingør Kommunes Museer er en sammenslutning af lokale kulturhistoriske museer i Helsingør bestående af Helsingør Bymuseum, Værftsmuseet samt Skibsklarerergaarden.
Museerne varetager primært områder vedrørende Øresundstolden samt historien omkring Helsingør Skibsværft.